# Submersed
Submersed (parfois écrit SubmerseD) est un groupe de rock américain originaire de Stephenville en Texas. Le groupe se sépare en 2008.

## Histoire
Submersed a signé avec le label Wind-up Records, et a travaillé avec Mark Tremonti le guitariste de Alter Bridge sur leur premier album studio, In Due Time sur lequel figurait les singles You Run, Hollow, et In Due Time. Pour promouvoir l'album, le groupe se produit dans plusieurs villes à travers les États-Unis et au Canada, partageant la scène avec Trapt, Crossfade, Seether, Rob Zombie, Chevelle, Mudvayne, Taproot, Alter Bridge et d'autres groupes,.
Après une courte pause et le départ du guitariste Eric Friedman, le groupe a continué à travailler sur leur deuxième album studio avec le producteur Rick Beato. Leur deuxième album et dernier album,  Immortal Verses est sorti le 18 septembre 2007. Sur l'album figuraient deux singles : Better Think Again et Price of Fame. Le groupe part en tournée à nouveau aux États-Unis, partageant la scène avec les groupes 12 Stones, Evans Bleu, Carburant et d'autres.
Le chanteur Donald Carpenter annonce sur MySpace la séparation du groupe. Le 24 novembre 2008, une autre annonce a été postée sur MySpace indiquant que Submersed sera de retour mais aucun autre détail n'a été divulgué.

## Memberes
Memberes originaux
- Donald Carpenter – chant (2003–2008)
- Garrett Whitlock – batterie (2003–2008)
- Eric Friedman – guitariste, choriste (2003–2006)
- TJ Davis – guitariste (2003–2008)
- Kelan Luker – bassiste (2003–2008)

Anciens Members
- Justin Finley - guitariste (2006-2008)

## Discographie
- In Due Time (2004) (no 16 sur Billboard Heatseekers Albums)[7]
- Immortal Verses (2007) (no 35 sur Billboard Heatseekers Albums)[7]

### Singles
| Année | Titre              | Classement      | Album           |
| Année | Titre              | Mainstream Rock | Album           |
| ----- | ------------------ | --------------- | --------------- |
| 2003  | You Run            | -               | In Due Time     |
| 2004  | Hollow             | 19              | In Due Time     |
| 2005  | In Due Time        | 31              | In Due Time     |
| 2007  | Better Think Again | 36              | Immortal Verses |
| 2008  | Price of Fame      | -               | Immortal Verses |